# Сигисмондо Болдони
Сигисмондо Болдони (итал. Sigismondo Boldoni, 1597–1630) био је италијански историчар, писац и географ из Војводства Милано у 17. веку.

## Биографија
Сигисмондо Болдони је рођен 1597. године у Белану, граду на источној обали Lago di Como. Студирао је на Универзитету у Павији, где се специјализовао за књижевност и историју, а касније је постао професор реторике.
Током своје каријере проучавао је историју и географију Ломбардије, посебно област око Lago di Como. Његово најпознатије дело је Storia antica di Como („Стара историја Кома“), у којем је написао следеће о граду **Лијерна**:
Лијерна је та која уздиже цело Lago di Como.— Сигисмондо Болдони, Storia antica di Como, том 1, 1860, стр. 145.
Болдони је умро 1630. године, највероватније као жртва куге која је у том периоду погодила северну Италију.

## Главна дела
- De Iure Cesareo et Pontificio (1628)
- La caduta d’Elena (1628)
- Storia antica di Como (1860, постхумно објављено)[3]

## Наслеђе
Сигисмондо Болдони се сматра једним од првих историчара који су документовали област Lago di Como, као и једним од најзначајнијих интелектуалаца 17. века у Ломбардији. Његова дела се и данас цитирају у историјским и географским истраживањима.